# En kammarjungfrus memoarer
En kammarjungfrus memoarer är en dramafilm från 1946 om en nyanställd hushållsarbetare som ställer till det för en rik familj. Filmen är baserad på boken "En kammarsnärtas upplevelser" av Octave Mirbeau och teaterpjäsen Le journal d'une femme de Chambre av André Heuse, André de Lorde, samt Thielly Nores, och regisserades av Jean Renoir, och skådespelare var Paulette Goddard, Burgess Meredith, Hurd Hatfield, och Francis Lederer.

## Rollista
- Paulette Goddard som Celestine
- Burgess Meredith som Captain Mauger
- Hurd Hatfield som Georges Lanlaire
- Francis Lederer som Joseph, betjänten
- Judith Anderson som Madame Lanlaire
- Florence Bates som Rose
- Irene Ryan som Louise
- Reginald Owen som Captain Lanlaire
- Almira Sessions som Marianne